# Liste des représentants des États-Unis pour le New Jersey
L'État de New Jersey dispose de douze représentants à la Chambre des représentants des États-Unis.

## Délégation au 118econgrès (2023-2025)
| District | Nom                   | Nom | Début du mandat                              | Parti | Parti       |
| -------- | --------------------- | --- | -------------------------------------------- | ----- | ----------- |
| 1        | Donald Norcross       |     | 4 novembre 2014 (10 ans, 4 mois et 10 jours) |       | Démocrate   |
| 2        | Jeff Van Drew         |     | 3 janvier 2019 (6 ans, 2 mois et 11 jours)   |       | Républicain |
| 3        | Herb Conaway          |     | 3 janvier 2025 (2 mois et 11 jours)          |       | Démocrate   |
| 4        | Chris Smith           |     | 3 janvier 1981 (44 ans, 2 mois et 11 jours)  |       | Républicain |
| 5        | Josh Gottheimer       |     | 3 janvier 2017 (8 ans, 2 mois et 11 jours)   |       | Démocrate   |
| 6        | Frank Pallone         |     | 3 janvier 1989 (36 ans, 2 mois et 11 jours)  |       | Démocrate   |
| 7        | Thomas Kean Jr.       |     | 3 janvier 2023 (2 ans, 2 mois et 11 jours)   |       | Républicain |
| 8        | Rob Menendez          |     | 3 janvier 2023 (2 ans, 2 mois et 11 jours)   |       | Démocrate   |
| 9        | Nellie Pou            |     | 3 janvier 2025 (2 mois et 11 jours)          |       | Démocrate   |
| 10       | LaMonica McIver       |     | 23 septembre 2024 (5 mois et 19 jours)       |       | Démocrate   |
| 11       | Mikie Sherrill        |     | 3 janvier 2019 (6 ans, 2 mois et 11 jours)   |       | Démocrate   |
| 12       | Bonnie Watson Coleman |     | 3 janvier 2015 (10 ans, 2 mois et 11 jours)  |       | Démocrate   |

### Démographie

#### Partis politiques
- 9 démocrates
- trois républicains

#### Sexes
- huit hommes (cinq démocrates et trois républicains)
- quatre femmes (démocrates)

## Délégations historiques

### Depuis 1993
| Congrès          | 1er district        | 2e district           | 3e district               | 4e district     | 5e district         | 6e district       | 7e district            | 8e district                 | 9e district           | 10e district             | 11e district             | 12e district               | 13e district     |
| ---------------- | ------------------- | --------------------- | ------------------------- | --------------- | ------------------- | ----------------- | ---------------------- | --------------------------- | --------------------- | ------------------------ | ------------------------ | -------------------------- | ---------------- |
| 103e (1993-1995) | Rob Andrews (D)     | William J. Hughes (D) | Jim Saxton (en) (R)       | Chris Smith (R) | Marge Roukema (R)   | Frank Pallone (D) | Bob Franks (en) (R)    | Herb Klein (en) (D)         | Robert Torricelli (D) | Donald M. Payne (en) (D) | Dean Gallo (en) (R)      | Dick Zimmer (R)            | Bob Menendez (D) |
| 104e (1995-1997) | Rob Andrews (D)     | Frank LoBiondo (R)    | Jim Saxton (en) (R)       | Chris Smith (R) | Marge Roukema (R)   | Frank Pallone (D) | Bob Franks (en) (R)    | William J. Martini (en) (R) | Robert Torricelli (D) | Donald M. Payne (en) (D) | Rodney Frelinghuysen (R) | Dick Zimmer (R)            | Bob Menendez (D) |
| 105e (1997-1999) | Rob Andrews (D)     | Frank LoBiondo (R)    | Jim Saxton (en) (R)       | Chris Smith (R) | Marge Roukema (R)   | Frank Pallone (D) | Bob Franks (en) (R)    | Bill Pascrell (D)           | Steve Rothman (D)     | Donald M. Payne (en) (D) | Rodney Frelinghuysen (R) | Michael J. Pappas (en) (R) | Bob Menendez (D) |
| 106e (1999-2001) | Rob Andrews (D)     | Frank LoBiondo (R)    | Jim Saxton (en) (R)       | Chris Smith (R) | Marge Roukema (R)   | Frank Pallone (D) | Bob Franks (en) (R)    | Bill Pascrell (D)           | Steve Rothman (D)     | Donald M. Payne (en) (D) | Rodney Frelinghuysen (R) | Rush Holt Jr. (D)          | Bob Menendez (D) |
| 107e (2001-2003) | Rob Andrews (D)     | Frank LoBiondo (R)    | Jim Saxton (en) (R)       | Chris Smith (R) | Marge Roukema (R)   | Frank Pallone (D) | Mike Ferguson (en) (R) | Bill Pascrell (D)           | Steve Rothman (D)     | Donald M. Payne (en) (D) | Rodney Frelinghuysen (R) | Rush Holt Jr. (D)          | Bob Menendez (D) |
| 108e (2003-2005) | Rob Andrews (D)     | Frank LoBiondo (R)    | Jim Saxton (en) (R)       | Chris Smith (R) | Scott Garrett (R)   | Frank Pallone (D) | Mike Ferguson (en) (R) | Bill Pascrell (D)           | Steve Rothman (D)     | Donald M. Payne (en) (D) | Rodney Frelinghuysen (R) | Rush Holt Jr. (D)          | Bob Menendez (D) |
| 109e (2005-2007) | Rob Andrews (D)     | Frank LoBiondo (R)    | Jim Saxton (en) (R)       | Chris Smith (R) | Scott Garrett (R)   | Frank Pallone (D) | Mike Ferguson (en) (R) | Bill Pascrell (D)           | Steve Rothman (D)     | Donald M. Payne (en) (D) | Rodney Frelinghuysen (R) | Rush Holt Jr. (D)          | Bob Menendez (D) |
| Albio Sires (D)  | Rob Andrews (D)     | Frank LoBiondo (R)    | Jim Saxton (en) (R)       | Chris Smith (R) | Scott Garrett (R)   | Frank Pallone (D) | Mike Ferguson (en) (R) | Bill Pascrell (D)           | Steve Rothman (D)     | Donald M. Payne (en) (D) | Rodney Frelinghuysen (R) | Rush Holt Jr. (D)          |                  |
| 110e (2007-2009) | Rob Andrews (D)     | Frank LoBiondo (R)    | Jim Saxton (en) (R)       | Chris Smith (R) | Scott Garrett (R)   | Frank Pallone (D) | Mike Ferguson (en) (R) | Bill Pascrell (D)           | Steve Rothman (D)     | Donald M. Payne (en) (D) | Rodney Frelinghuysen (R) | Rush Holt Jr. (D)          |                  |
| 111e (2009-2011) | Rob Andrews (D)     | Frank LoBiondo (R)    | John Adler (D)            | Chris Smith (R) | Scott Garrett (R)   | Frank Pallone (D) | Leonard Lance (R)      | Bill Pascrell (D)           | Steve Rothman (D)     | Donald M. Payne (en) (D) | Rodney Frelinghuysen (R) | Rush Holt Jr. (D)          |                  |
| 112e (2011-2013) | Rob Andrews (D)     | Frank LoBiondo (R)    | Jon Runyan (R)            | Chris Smith (R) | Scott Garrett (R)   | Frank Pallone (D) | Leonard Lance (R)      | Bill Pascrell (D)           | Steve Rothman (D)     | Donald M. Payne (en) (D) | Rodney Frelinghuysen (R) | Rush Holt Jr. (D)          |                  |
| 112e (2011-2013) | Rob Andrews (D)     | Frank LoBiondo (R)    | Jon Runyan (R)            | Chris Smith (R) | Scott Garrett (R)   | Frank Pallone (D) | Leonard Lance (R)      | Bill Pascrell (D)           | Steve Rothman (D)     | Donald Payne Jr. (D)     | Rodney Frelinghuysen (R) | Rush Holt Jr. (D)          |                  |
| 113e (2013-2014) | Rob Andrews (D)     | Frank LoBiondo (R)    | Jon Runyan (R)            | Chris Smith (R) | Scott Garrett (R)   | Frank Pallone (D) | Leonard Lance (R)      | Albio Sires (D)             | Bill Pascrell (D)     |                          | Rodney Frelinghuysen (R) | Rush Holt Jr. (D)          |                  |
| 113e (2013-2014) | Donald Norcross (D) | Frank LoBiondo (R)    | Jon Runyan (R)            | Chris Smith (R) | Scott Garrett (R)   | Frank Pallone (D) | Leonard Lance (R)      | Albio Sires (D)             | Bill Pascrell (D)     |                          | Rodney Frelinghuysen (R) | Rush Holt Jr. (D)          |                  |
| 114e (2015-2017) | Tom MacArthur (R)   | Frank LoBiondo (R)    | Bonnie Watson Coleman (D) | Chris Smith (R) | Scott Garrett (R)   | Frank Pallone (D) | Leonard Lance (R)      | Albio Sires (D)             | Bill Pascrell (D)     |                          | Rodney Frelinghuysen (R) |                            |                  |
| 115e (2017-2019) | Tom MacArthur (R)   | Frank LoBiondo (R)    | Bonnie Watson Coleman (D) | Chris Smith (R) | Josh Gottheimer (D) | Frank Pallone (D) | Leonard Lance (R)      | Albio Sires (D)             | Bill Pascrell (D)     |                          | Rodney Frelinghuysen (R) |                            |                  |
| 116e (2019-2021) | Jeff Van Drew (D)   | Andy Kim (D)          | Bonnie Watson Coleman (D) | Chris Smith (R) | Josh Gottheimer (D) | Frank Pallone (D) | Tom Malinowski (D)     | Albio Sires (D)             | Bill Pascrell (D)     | Mikie Sherrill (D)       |                          |                            |                  |
| 117e (2021-2023) | Jeff Van Drew (D)   | Andy Kim (D)          | Bonnie Watson Coleman (D) | Chris Smith (R) | Josh Gottheimer (D) | Frank Pallone (D) | Tom Malinowski (D)     | Albio Sires (D)             | Bill Pascrell (D)     | Mikie Sherrill (D)       |                          |                            |                  |
| 118e (2023-2025) | Jeff Van Drew (D)   | Andy Kim (D)          | Bonnie Watson Coleman (D) | Chris Smith (R) | Josh Gottheimer (D) | Frank Pallone (D) | Thomas Kean Jr. (R)    | Rob Menendez (D)            | Bill Pascrell (D)     | Mikie Sherrill (D)       |                          |                            |                  |
| Congrès          | 1er district        | 2e district           | 3e district               | 4e district     | 5e district         | 6e district       | 7e district            | 8e district                 | 9e district           | 10e district             | 11e district             | 12e district               |                  |

## Premières
- En 1924, Mary Teresa Norton est la première femme élue au Congrès pour le New Jersey[1].
- En 1988, Donald M. Payne (en) est le premier Afro-Américain élu au Congrès pour le New Jersey[2].
- En 1992, Robert Menendez est le premier latino élu au Congrès pour le New Jersey[3].
- En 2015, Bonnie Watson Coleman est la première femme noire élue au Congrès pour le New Jersey[4].